# Shinanogawa
Shinanogawa (japanska: 信濃川?) eller Chikumagawa (japanska: 千曲川?) som den kallas i Nagano prefektur är Japans längsta flod 367 km. Genomsnittsflöde är 560 m³/s (mätt i Ojiya) vilket är det näst största av de japanska floderna efter Ishikarigawa. Floden avvattnar ett område på 11 900 km², vilket är det tredje största avrinningsområdet i Japan efter Tonegawa och Ishikarigawa och mynnar ut i Japanska havet i Niigata. 
Huvudflödet Chikumagawa räknas från 2 483 meters höjd på Kobushigadake. I Nagano flyter den ihop med Saigawa som kommer från 3 180 meter höjd på Yarigatake. När floden flyter in i Niigata prefektur byter den namn till Shinanogawa och flyter över Echigoplatån som är en av Japans mest produktiva marker för risodling. I Kawaguchi flyter den ihop med Uonogawa som kommer från 2 050 meters höjd på Nakanodake.